# Mereni (okręg Konstanca)
Mereni – wieś w Rumunii, w okręgu Konstanca, w gminie Mereni. W 2011 roku liczyła 1283 mieszkańców.